# Enshō-ji (Nara)
Pour les articles homonymes, voir Enshō-ji.
Le Enshō-ji (圓照寺 ou 円照寺) est un complexe de temples bouddhistes situé à Nara, fondé par Bunchi, sœur de l'empereur Go-Mizunoo, en 1656. Avec le Chūgū-ji et le Hokke-ji, il est considéré comme l'un des trois Yamato monseki (大和三門跡), c'est-à-dire « temples impériaux », appartenant à l'école Myōshin-ji du zen Rinzai].
Le temple sert de modèle pour le Gesshū-ji (月修寺) de la nouvelle Neige de printemps de Yukio Mishima et a été utilisé comme l'un des lieux pour le tournage du film de Isao Yukisada qui en a été tiré.
Le temple n'est pas ouvert au public.